# Mardan體育園區
Mardan體育園區是一座位於土耳其安塔利亞的綜合體場。體育場主要用於舉辦足球賽事，2008年U17歐洲國家盃於此舉辦，決賽也於此舉行。體育場可容納7,428人。

## 外部連結
- Venue information

36°53′28″N 30°54′19″E / 36.89111°N 30.90528°E